# Стариков, Григорий Михайлович
Григо́рий Миха́йлович Ста́риков (1908—1978) — советский врач, профессор, в 1950—1978 годах — ректор Смоленского медицинского института.

## Биография
Григорий Стариков родился 25 января 1908 года в городе Кувшиново (ныне — Тверская область). В 1935 году он окончил Смоленский медицинский институт, после чего остался в нём работать, был ординатором, затем с 1939 года — ассистентом кафедры ЛОР-болезней. С началом Великой Отечественной войны добровольно пошёл на службу в Рабоче-крестьянскую Красную Армию. 21 июля 1941 года в боях под Ярцево был тяжело ранен. Руководил отоларингологическим отделением специализированного фронтового эвакогоспиталя, обучал молодых врачей. Через его отделение ежемесячно проходило по несколько сотен раненых. Старикову удалось приблизить фронтовой госпиталь к уровню обычной больницы.
После окончания войны в звании майора медицинской службы Стариков был уволен в запас и вернулся на ассистентскую должность кафедры ЛОР-болезней. В 1950 году он защитил кандидатскую диссертацию на тему: «Лечение огнестрельных ранений сосцевидной области в госпиталях фронтового района» и был назначен ректором Смоленского медицинского института. Руководил институтом до самой своей смерти. В 1954 году он одновременно с ректорской должностью стал заведующим кафедрой ЛОР-болезней. В 1961 году Старикову было присвоено звание профессора.
Будучи ректором, Стариков постоянно занимался укреплением материально-технической базы института. В годы его руководства были построены три учебных корпуса, научная библиотека, два студенческих общежития, бассей и столовые; были открыты два новых факультета: стоматологический и педиатрический. Занимался педагогической, научной и врачебной деятельностью. Стариков является автором 60 научных работ и 3 монографии. Под его руководством было защищено 14 кандидатских и 2 докторских диссертации. Являлся членом редакционного совета журнала «Вестник оториноларингологии». Умер 15 мая 1978 года, похоронен на Братском кладбище Смоленска.
Был награждён орденами Ленина, Октябрьской Революции, двумя орденами Трудового Красного Знамени, орденами Отечественной войны 2-й степени и Красной Звезды, а также рядом медалей, Почётной грамотой Верховного Совета РСФСР.
В память о Старикове в одном из корпусов Смоленской областной клинической больницы установлена мемориальная доска.